# Stichaeopsis
Stichaeopsis is een geslacht van straalvinnige vissen uit de familie van stekelruggen (Stichaeidae).

## Soorten
- Stichaeopsis epallax (Jordan & Snyder, 1902)
- Stichaeopsis nana Kner, 1870
- Stichaeopsis nevelskoi (Schmidt, 1904)